# Клейст, Куупик
Якоб Эдвард Куупик Клейст (гренл. Jakob Edvard Kuupik Kleist; род. 31 марта 1958, Куллиссат, Гренландия) — гренландский политик левого и социал-демократического толка, премьер-министр Гренландии с 12 июня 2009 по 12 марта 2013 года.

## Биография
Куупик Клейст родился в деревне Куллисат (заброшена с 1972 года) в семье датского рабочего и глухой эскимоски и воспитывался приёмными родителями. Окончив начальную школу в родной деревне в 1972 году и среднюю школу в Сисимиуте в 1975 году, он продолжил образование в Дании в Биркерёдской школе до 1978 года, несмотря на плохое знание датского языка, а в 1983 году получил диплом социальных наук Университета Роскилле. Вернувшись на родину, Клейст в 1988—1991 годах занимался журналистикой в Нууке.
В 1995 году Куупик Клейст стал руководителем Иностранной службы правительства Гренландии, а в 2001—2007 годах был одним из двух представителей острова в парламенте Дании, вступив в лево-националистическую партию Народное сообщество («Инуит Атакатигиит»), поддерживающую полную автономию острова от Дании, лидером которой был избран в 2007 году.
На парламентских выборах 2009 года партия «Народное сообщество» получила 14 мест из 31, сформировав коалицию с партией «Демократы», и Куупик Клейст стал новым премьер-министром. В 2013 году его партия уступила на парламентских выборах социал-демократической партии «Вперёд», и должность премьер-министра впервые заняла женщина (Алека Хаммонд).